# Luke, Crystal Gazer
Luke, Crystal Gazer è un cortometraggio muto del 1916 prodotto e diretto da Hal Roach.  Interpretato da Harold Lloyd, il film fa parte della serie di comiche che avevano come protagonista il personaggio di Lonesome Luke.

## Trama
Capitato nel negozio di uno spiritista, Luke resta colpito dalla figlia del proprietario. Così, decide di lavorare lì per restare accanto alla ragazza.

## Produzione
Il film fu prodotto da Hal Roach per la Rolin Films. Venne girato dal 24 al 31 marzo 1916.

## Distribuzione
Distribuito dalla Pathé Exchange, il film - un cortometraggio in una bobina - uscì nelle sale cinematografiche USA il 24 luglio 1916.